# شهرستان دیکسون (نبراسکا)
شهرستان دیکسون، نبراسکا (به انگلیسی: Dixon County, Nebraska) یک سکونتگاه مسکونی در ایالات متحده آمریکا است که در نبراسکا واقع شده‌است.

## خصوصیات
شهرستان دیکسون ۱٬۲۵۰٫۹۷ کیلومترمربع مساحت دارد.